# Jet Airways
A Jet Airways é uma companhia aérea indiana. Foi uma de duas grandes companhias aéreas do país com sede em Mumbai, tanto em termos de quota de mercado como de passageiros transportados, depois de IndiGo Airlines. Ela é uma empresa privada e sua base fica no Aeroporto Internacional de Chhatrapati Shivaji.
A Jet Airways foi fundada em 1 de abril de 1992 pelo bilionário Naresh Goyal. As operações de voos iniciaram em 5 de maio 1993, com quatro Boeing 737-300. A empresa é de 80% detida pela empresa Tailwinds, os restantes 20% detidos por investidores privados e institucionais. A linha aérea de baixo custo JetKonnect foi integrada a outra filha JetLite em 2012. 
Em meados de 2012, foi anunciado que a Jet Airways fez um pedido de aprovação da adesão à Star Alliance com o governo indiano. Jet Airways, no entanto, também está em negociações com as alianças Skyteam e Oneworld e não tomou ainda uma decisão final. 
Voos da Jet Airways para 71 destinos abrangem todo o território da Índia e além, incluindo Nova York (JFK e Newark ), Toronto, Bruxelas, Londres (Heathrow), Hong Kong, Singapura, Kuala Lumpur, Colombo, Bangkok, Katmandu, Daca, Kuwait, Bahrein, Muscat, Doha e Abu Dhabi. A companhia aérea planeja ampliar suas operações internacionais para outras cidades da América do Norte, Europa, África e Ásia, em fases, com a introdução de aeronaves wide-body em sua frota.
Em 17 de abril de 2019, a Jet Airways havia encerrado suas atividades por dificuldades financeiras .
No entanto, em junho de 2022, a empresa retornou obtendo de novo o certificado de operador aéreo. 

## Frota

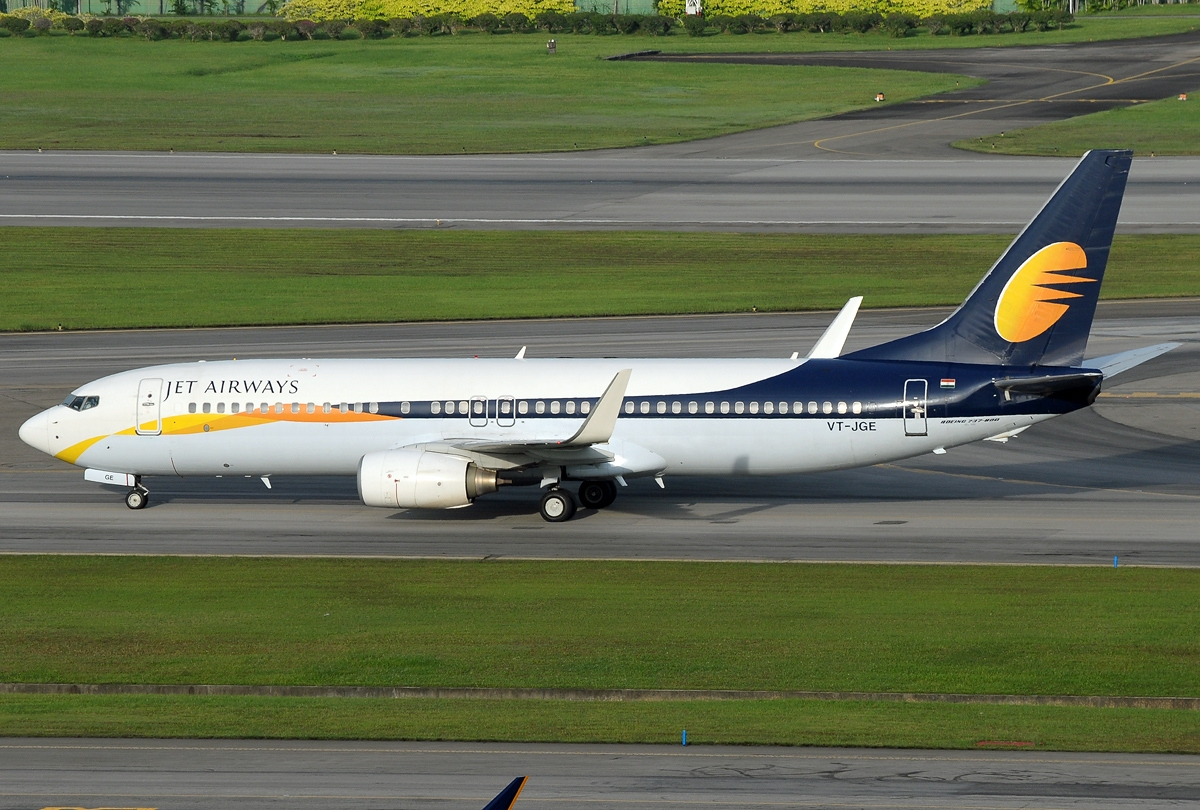
Boeing 737-800 da Jet Airways.

Desde 18 de julho de 2022, a Jet Airways possui 9 aeronaves:
| Aeronaves        | Em serviço | Pedidos | Assentos | Assentos | Assentos | Assentos | Notas                                                                           |
| Aeronaves        | Em serviço | Pedidos | F        | J        | Y        | Total    | Notas                                                                           |
| ---------------- | ---------- | ------- | -------- | -------- | -------- | -------- | ------------------------------------------------------------------------------- |
| Boeing 737-800   | 3          | —       | —        | 12       | 156      | 168      | Mais de 30 adquiridos da SpiceJet e 9 adquiridos da Vistara após o aterramento. |
| Boeing 737-900   | 1          | —       | —        | 28       | 138      | 166      |                                                                                 |
| Boeing 777-300ER | 5          | —       | 8        | 30       | 308      | 346      | Por corte de custos, a primeira classe foi descontinuada.                       |
| Total            | 9          | 0       |          |          |          |          |                                                                                 |

### Frota histórica da companhia
| Aeronaves        | Total da frota | Adquirida | Repassada ou vendida | Notas                                                           |
| ---------------- | -------------- | --------- | -------------------- | --------------------------------------------------------------- |
| Airbus A320-200  | 1              | 1996      | 1996                 | Locada da Gulf Air                                              |
| Airbus A330-200  | 12             | 2007      | 2019                 |                                                                 |
| Airbus A330-300  | 4              | 2012      | 2019                 |                                                                 |
| Airbus A340-300  | 3              | 2005      | 2007                 | Locada da South African Airways                                 |
| ATR 72-500       | 23             | 1999      | 2019                 |                                                                 |
| ATR 72-600       | 3              | 2012      | 2019                 |                                                                 |
| Boeing 737-300   | 4              | 1993      | 1999                 |                                                                 |
| Boeing 737-400   | 16             | 1994      | 2009                 |                                                                 |
| Boeing 737-500   | 5              | 1998      | 2001                 |                                                                 |
| Boeing 737-700   | 25             | 1998      | 2019                 |                                                                 |
| Boeing 737-900ER | 4              | 2012      | 2019                 |                                                                 |
| Boeing 737 MAX 8 | 8              | 2018      | 2021                 | Repassados para a GOL Linhas Aéreas após o processo de falência |